# Поль, Антуан де
Антуа́н де Поль (фр. Antoine de Paule); также Антуа́н де Па́ула (фр. Antoine de Paula); 1551, Тулуза — 9 июня 1636, Валлетта) — 55/56-й Великий магистр ордена госпитальеров (1623—1636). Основатель города Паола.

## Орфография и передача имени
В современных великому магистру источниках его фамилия передавалась в женском роде — de Paula — о чём свидетельствует окончание -a. Такой же вариант значится на подписанных магистром документах ордена. Данная орфография зафиксирована источниками 100 лет или даже 250 лет спустя его смерти. 
- лат. Antonivs de Pavla[4] на прижизненной чеканке монет
- лат. Fr. Antonius de Paula[5]
- лат. Fratri Antonio de Paula[2][3][6] (в эпитафии на надгробье)
- итал. Antonio di Paula, Priore di S. Gilio Guascone[6]
- итал. de Paula Antonio[7]

через 250 лет после смерти
- фр. Antoine de Paula[8]

Но по непонятным причинам уже в «Истории Мальтийского ордена» Верто фамилия де Паула (женский род) была заменена вариантом де Поль (мужской род), и так используется на современном сайте Мальтийского ордена — фр. Antoine de Paule
что даёт русский вариант Антуан де Поль.

## Биография
Год рождения высчитывается исходя из данных, что на пост великого магистра был избран на 71-м году жизни. До избрания был приором Сен-Жиля, послом ордена во Франции. Относился к «языку» Прованса (провансальскому лангу). Несмотря на интриги, клевету, борьбу партий, избиратели исполнили предсмертную волю Луиша Мендеша де Вашконселуша, назначив 10 марта 1623 года Антуана де Паула великим магистром ордена.
При правлении магистра на островах ордена был отмечен значительный экономический рост, увеличение объёма торговли, строительство новых дворцов и кварталов столицы. В главный город хлынул поток переселенцев,  настолько увеличивший количество его жителей, что магистр вынужден был специальным указом запретить прибытие новых поселенцев. Для перенаправления миграции в 1626 году магистр заложил первый камень города Паола. В Аттарде построил виллу Сан Антуан, впоследствии перестроенную во дворец, служивший летней резиденцией магистра. Продолжил возведение новых фортификационных сооружений.
Святой Престол не прекращал свои попытки по усилению влияния на политику ордена. Папа неуклонно стремился сократить полномочия иоаннитов. Так, например, Урбан VIII использовал возможность назначать командоров в «языке» Италии, отдав командорство Милана под начало своего племянника, но аналогичными назначениями пользовались ещё его предшественники Павел V и Григорий XV. Назначенные папами рыцари отказывались сопровождать торговые караваны, строить новые корабли и галеры для ордена. С целью наведения порядка субординации великий магистр созвал в 1626 году совет. В том же году орден потерял 2 галеры — «Сен Жан» и «Сен Франсуа». 12 рыцарей было убито и многие ранены. 
В 1631 году в ознаменование столетнего пребывания госпитальеров на Мальте Антониу де Паола созвал Генеральный капитул Мальтийского ордена, торжественно открытый 11 мая. На съезде были утверждены новые назначения (приоры, главные приоры, командоры, бальи, прокуроры, и т. д.). Но Урбан VIII не отказывался от своего давления. Согласившись с тем, что в выборах нового великого магистра участвуют 16 комиссаров (по 2 от каждого языка: Прованса, Оверни, Франции, Италии; Арагона, Каталонии и Наварры; Германии; Кастилии и Португалии; Англии), он издал эдикт о включении в такой состав  назначенного на Мальту папского инквизитора с тем, чтобы выборы новых магистров проходили под его руководством. Это нарушало устав ордена. Иоанниты противостояли вмешательству папы в свои внутренние дела и «смогли отстоять свои уставные права». Хотя некоторые решения всё же начали приниматься по настоянию инквизитора. Следующий Генеральный капитул собрался после весьма продолжительного времени — почти полтора века спустя.
Великий магистр умер 10 июня 1636 года. Похоронен в Валлетте в соборе св. Иоанна. Эпитафия и описание отчеканенных во время его правления монет приведены в книге «Анналы Мальтийского ордена» (Annales de l’Ordre de Malte).